# Der letzte Meister
Der letzte Meister ist eine Science-Fiction-Novelle des amerikanischen Schriftstellers Philip K. Dick. Die Geschichte wurde 1954 im Magazin Orbit Science Fiction Nr.5 veröffentlicht. Die Geschichte schildert eine Gesellschaft, 200 Jahre nachdem eine weltweite anarchistische Revolution die nationalen Regierungen der Erde gestürzt hat.

## Geschichte

### Die letzte Regierung
Die Titelfigur, Bors, ein 200 Jahre alter „Integrationsroboter der Regierung“ erwacht nach einer routinemäßigen Wartung und stellt fest, dass sein Bewegungsapparat nicht mehr funktioniert. Die künstlich intelligente Maschine, die ein gewisses Maß an Emotionen und sogar psychologischer Komplexität zeigt, wird von Fowler, seinem persönlichen Mechaniker, darüber informiert, dass sein Körper altersbedingt zu versagen beginnt. Seine Beine funktionieren nicht mehr, sein Bewegungsapparat wird in wenigen Monaten irreparabel sein, und in weniger als einem Jahr wird eine vollständige Lähmung eintreten.
Von seinem gesamten Körper haben nur fünf „Synapsen-Spulen“ noch nicht begonnen, sich zu zersetzen. Diese Speichereinheiten sind unersetzlich, da es an qualifizierten Technikern und seltenen Bauteilen fehlt, um sie wiederherzustellen. In ihnen speichert er die letzten Aufzeichnungen der fortgeschrittenen Wissenschaft und Technologie. Diese nutzt er, um die Gesellschaft als wohlwollender Diktator, der nach utilitaristischen Grundsätzen handelt, mit hoher Effizienz zu führen. Obwohl er die volle Kontrolle über die Gesellschaft ausübt, betrachtet er seine Herrschaft als die letzte Bastion des wissenschaftlichen Fortschritts der Menschheit und sieht sich selbst als Wächter, der diesen Fortschritt überwacht und schützt. Dies bringt ihn insgeheim zur Verzweiflung, da er – und das Wissen, das nur er besitzt – bald verloren ist. Außerdem wird er zunehmend paranoid, nur Fowler, seinem persönlichen Mechaniker, vertraut er sich noch an.
Versteckt in einem abgelegenen Bergtal befindet sich der letzte Staat. Dieser Mikrostaat ist zentralisiert und straff auf Bors ausgerichtet. Er wird von ihm bürokratisch verwaltet, um in allen Bereichen der Wirtschaft und des Militärs optimale Effizienz zu erreichen. Das Ergebnis ist eine akkurate und detailgetreue Reproduktion einer Gesellschaft, die zwei Jahrhunderte zurückliegt. Fowler, der sowohl persönlicher Assistent als auch Mechaniker von Bors ist, heuchelt dem Roboter gegenüber Loyalität, erkennt aber insgeheim, dass die Gesellschaft stagniert und dass ihr Anführer geistig unausgeglichen ist. Er ist pessimistisch und äußert sich zynisch über die unterwürfige Rolle, die die Menschen für Bors spielen. Ihm gegenüber steht Peter Green, der zu den wenigen Menschen gehört, denen die Aufsicht über Bors Körper anvertraut wird, während er für Reparaturen abgeschaltet ist. Obwohl er seinem Anführer gegenüber loyal ist, zieht Green dennoch Bors' Misstrauen auf sich, da die Paranoia des Roboters stetig zunimmt.

### Die Anarchistische Liga
Andernorts sind drei Mitglieder der „Anarchistischen Liga“ auf einer Mission, um Gerüchten über eine existierende Regierung in der Nähe eines abgelegenen Bergtals nachzugehen. Die Liga ist eine globale Organisation, die sich dem Aufspüren und Beseitigen von Regierungen verschrieben hat. Die Liga wurde zu einem unbekannten Zeitpunkt während oder nach der globalen Revolte gegründet und ist in „Liga-Lagern“ organisiert, die überall in der Landschaft verteilt sind. Die Mitglieder sind leicht an ihren „Ironit-Stäben“ zu erkennen: metallene Stöcke, die sie als Waffen benutzen.

### Konflikt und Lösung
Das dreiköpfige Team besteht aus Edward Tolby, seiner Tochter Silvia Tolby und Robert Penn. Auf ihrem Weg kommt das Team in einer kleinen ländlichen Stadt namens Fairfax an. Fairfax ist übersät mit uralten, verfallenden Geräten, den letzten Überbleibseln aus der Ära der Regierungen und der Hightech-Gesellschaft, die keiner der Einheimischen zu reparieren oder nachzubauen weiß. Während Tolby die Geschichte der anarchistischen Revolution nacherzählt, erregt er die Aufmerksamkeit einer Einheimischen, die alle drei zu sich nach Hause einlädt. Tatsächlich handelt es sich um eine Regierungsspionin, die den Auftrag hat, sie zu töten. Der darauf folgende Mordversuch scheitert jedoch, der Spion stirbt, es gelingt ihm lediglich Penn zu töten und Silvia schwer zu verletzen. Ihr Vater trifft kurz darauf auf einer Patrouille der Regierung. Nach kurzem Kampf zieht sich die Patrouille mit der gefangenen Silvia zurück. Bors, der über die Situation informiert wird, befürchtet, dass Tobey die Welt auf ihre Existenz aufmerksam machen wird. Er beschließt, seine Tochter in ihrem Krankenhauszimmer zu befragen. In ihrem Gespräch wird die Geschichte seiner Flucht während des Zusammenbruchs der Regierungen und der Errichtung des Mikrostaates enthüllt. In der Zwischenzeit hat Tobey das Regierungszentrum erreicht, wo er auf Fowler trifft. Fowler deutet den Wunsch an, die Regierung zu beseitigen, und ermutigt Tolby. Schließlich kann Tolby Bors zerstören. Da die Wachen keinen Widerstand mehr leisten, trifft Tolby wieder mit Silvia zusammen. Die Geschichte endet damit, dass Fowler heimlich drei verbliebene Synapsen-Spulen aus Bors' Überresten birgt, „nur für den Fall, dass sich die Zeiten ändern“.

## Themen

### Technologie
In seinem Kommentar zu der Geschichte von 1980 deutete Dick an, dass er Bors deshalb sympathisch fand, weil er Robotern im Gegensatz zu Androiden eine Form von Vertrauen entgegenbrachte. „Vielleicht, liegt es daran, dass ein Roboter nicht versucht, dich darüber zu täuschen, was er ist.“ Eines der Themen, das sich durch Dicks gesamte Fiktion zieht, ist die „Macht der Empathie“, die er als „Schlüsselelement, das den authentischen Menschen definiert“ verwendet. Als Silvia beispielsweise den Roboter trifft, der die Regierung leitet, wirft sie ihm Gleichgültigkeit vor.
Christopher Palmer von der La Trobe University hat über die postmodernen literarischen Themen von Dicks frühen Kurzgeschichten geschrieben und Geschichten analysiert, in denen „Zusammenbruch und Ignoranz“ das Ergebnis sozialer Umwälzungen sind. Palmer schlug vor, dass Dick oft postapokalyptische Szenarien von zerstörten Welten mit Hightech schuf, um einen Blick auf den postmodernen Materialismus zu werfen. Viele von Dicks Kurzgeschichten sind in einer Welt angesiedelt, in der das Natürliche zerstört ist und das Künstliche durch die Wissenschaft in eine fantastische High-Tech-Form gebracht wurde. Palmer führte der letzte Meister als Beispiel dafür an, ebenso wie Der variable Mann und Die vorletzte Wahrheit, zwei weitere postapokalyptische Werke von Dick. Palmer vertrat die Ansicht, dass diese gemeinsamen Themen „… nicht einfach Ausdruck eines dystopischen Unbehagens oder eines Luddismus sind, der sich heimtückisch in der populären Science-Fiction niederlässt… Sie weisen auf eine kohärente Interpretation des Industrialismus und des Post-Industrialismus hin.“ Palmer konzentriert sich auf Dicks häufige Verwendung der Sterilität als Metapher. In Der letzte Meister werden Menschen in die Sterilität getrieben. So kann Bors als Symbol der Unfruchtbarkeit gedeutet werden: „Es ist nicht klar, warum er sich nicht selbst repliziert oder seine menschlichen Diener unterrichtet: Es ist einfach eine Tatsache, dass er steril ist. Die alte, technologisch fortgeschrittene, hoch organisierte Zivilisation ist eine Produktionszivilisation, aber jetzt unter Bors kann sie nicht mehr tun, als sich selbst zu erhalten.“

### Politik
In seinem Werk How Much Does Chaos Scare You? analysierte Aaron Barlow, außerordentlicher Professor für Englisch am New York City College of Technology, Dicks Geschichten. Barlow stellte deren Themen vor dem Hintergrund des Amerikas nach dem 11. September 2001 dar. Insbesondere verglich Barlow viele der philosophischen Grundlagen des Neokonservatismus und dessen Aufstieg während der Regierung von George W. Bush mit der Philosophie von Philip K. Dick. „Für [Dick]“, schreibt Barlow, „waren die Eliten sowohl fremd als auch gefährlich. Für ihn sollte der Fokus der Vision und der politischen Debatte niemals auf den Herrschenden liegen, sondern auf der kleinen Person, dem Ladenbesitzer, dem Mechaniker.“
Im weiteren Verlauf seiner Analyse verglich Barlow Der letzte Meister mit einem früheren Werk von Dick, The Defenders. In The Defenders wurde die Menschheit durch eine Lüge, die von ihren Robotersoldaten verbreitet wurde, dazu gebracht, an einen Krieg zu glauben, der in Wirklichkeit nicht stattfindet. In der letztgenannten Geschichte behauptet Barlow, dass Dick überraschenderweise mit neokonservativen Theoretikern wie Leo Strauss übereinstimmt, was die Wirksamkeit der Täuschung angeht. „Hier haben die [Roboter] die Menschheit gerettet… Die Lüge hat ihren Zweck erfüllt.“ Barlow räumt jedoch ein, dass dies eine sehr frühe Geschichte sei und Dick seine eigene Weltanschauung noch nicht klar festgelegt hatte. Beim Vergleich mit Der letzte Meister kam Barlow zu dem Schluss, dass, während die meisten von Dicks Geschichten die Regierung skeptisch darstellten, um den Leser vor möglichem Missbrauch zu warnen, Der letzte Meister ein Argument für den Nutzen der Regierung präsentierte. Barlow analysierte die Anarchistische Liga und „die widersprüchliche Natur ihrer Organisation“, die in einer „armen und schmutzigen“ Welt patrouillierte, und stellte sie der „opulenten Organisation des (Staates)“ gegenüber. Er hob insbesondere die Dialoge von Bors hervor, die die Bedeutung seiner Führung für den Erfolg des Mikrostaates verdeutlichten. Barlow kam zu dem Schluss, dass die Geschichte zwar mit einem Sieg für die Anarchisten endete, aber nicht so weit ging, ihre Gesellschaft anzuerkennen.